# 카프라코타
카프라코타(이탈리아어: Capracotta)는 이탈리아 몰리세주 이세르니아도의 코무네다. 캄포바소로부터 북서쪽 45km 이세르니아 북쪽 25km 거리에 있다.